# Cathcart Wason

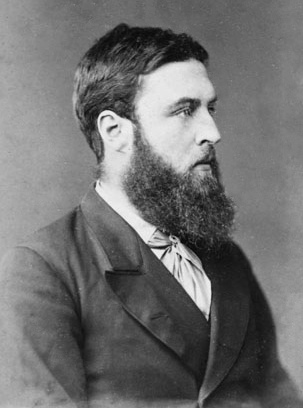
Cathcart Wason um 1878

Cathcart Wason (* November 1848 in Colmonell, Ayrshire, Schottland; † 19. April 1921 in London) war ein schottischer und neuseeländischer Politiker.

## Leben
Wason wurde im November 1848 als Sohn von Peter Rigby Wason und dessen Ehefrau Euphemia McTier auf ihrem landwirtschaftlichen Anwesen in Colmonell (heute in South Ayrshire) geboren. Sein Vater war ein erfolgreicher Landwirt und Barrister, der in den 1830er Jahren bereits den Wahlkreis Ipswich in zwei Wahlperioden im britischen Unterhaus vertrat. Nach seiner schulischen Ausbildung emigrierte Wason 1868 in die neuseeländische Region Canterbury. Im Februar des folgenden Jahres erwarb er dort zum Preis von 10.000 £ ein 8100 Hektar umfassendes Grundstück am Rakaia River. Er benannte es nach dem elterlichen Anwesen Corwar und begann es zu entwickeln. Bald stellten sich die ersten Erfolge ein, womit Wason zu den landwirtschaftlichen Pionieren der Region gehörte. In der Nähe entwickelte Wason die Ortschaft Barrhill.
Seine Interessen fokussierten sich geographisch auf den Ashburton District. Wasons Vorsitz im Ausschuss für den Bau der South Rakaia Road ab 1874 endete 1877 infolge seines egozentrischen Handels. Des Weiteren war er Vorsitzender des Ashburton Racing Club und des Ashburton Caledonian Club sowie stellvertretender Vorsitzender der Ashburton Acclimatisation Society. Am 18. Juni 1873 ehelichte er Alice Seymour Bell im australischen Sydney. 1886 wurde Wason als Fellow in die Royal Geographical Society und im Folgejahr in den Middle Temple aufgenommen. Im Jahre 1900 veräußerte er seinen Besitz in Neuseeland und kaufte ein Haus in London sowie einen Bauernhof nahe seinem Geburtsort. Er verstarb 1921 in London.

## Politischer Werdegang
Zwischen 1876 und 1879 war Wason Mitglied des Rates von Ashburton. 1876 errang er als unabhängiger Kandidat das Mandat des Wahlkreises Coleridge und zog erstmals in das neuseeländische Repräsentantenhaus ein. In der achten Wahlperiode gewann er die Wahlen im Wahlkreis Wakanui und errang damit zum zweiten Mal einen Parlamentssitz. Ein drittes Mal saß Wason während der 13. Wahlperiode (1896 bis 1899) für den Wahlkreis Selwyn im Repräsentantenhaus.
Zurück in Schottland bewarb sich Wason bei den Unterhauswahlen 1900 um das Mandat des Wahlkreises Orkney and Shetland. Für die Liberalen Unionisten trat er hierbei gegen den liberalen Leonard Lyell an, welcher den Wahlkreis seit 1885 vertrat. Mit einer Mehrheit von 40 Stimmen setzte sich Wason gegen Lyell durch und zog erstmals in das britische Unterhaus ein. Nachdem er die Partei 1902 verlassen hatte, gab er sein Unterhausmandat zurück, weshalb Nachwahlen vonnöten wurden. Als unabhängiger Liberaler sicherte sich Wason mit 46,8 % die Stimmmehrheit und verteidigte damit sein Mandat. Die folgenden Unterhauswahlen 1906 und im Januar 1910 gewann er für die Liberal Party deutlich vor den Gegenkandidaten der Liberalen Unionisten. Bei den Unterhauswahlen im Dezember 1910 sowie 1918 hielt Wason sein Mandat ohne Gegenkandidat. Mit seinem Tod im Jahre 1921 wurden im Wahlkreis Orkney and Shetland Nachwahlen abgehalten, die Wasons Parteikollege Malcolm Smith ohne Gegenkandidat für sich entscheiden konnte.